# Nguyễn Văn Quân
Nguyễn Văn Quân (sinh năm 1966) là kiểm sát viên người Việt Nam. Ông nguyên là Viện trưởng Viện kiểm sát nhân dân tỉnh Gia Lai.

## Tiểu sử
Nguyễn Văn Quân sinh ngày 15 tháng 3 năm 1966, quê quán tại xã Mỹ Thắng, huyện Phù Mỹ, tỉnh Bình Định. Ông hiện cư trú ở đường Tô Hiến Thành, thành phố Pleiku, tỉnh Gia Lai.
Ông có trình độ giáo dục phổ thông 12/12, cử nhân đại học kiểm sát và đại học luật.
Ông là đảng viên Đảng Cộng sản Việt Nam. Ông đã lấy chứng chỉ cao cấp lí luận chính trị của đảng này.
Ông từng làm cán bộ kiểm sát tại Viện kiểm sát nhân dân tỉnh Gia Lai.
Năm 2012, ông được bổ nhiệm chức vụ Phó Viện trưởng Viện kiểm sát nhân dân tỉnh Gia Lai.
Tháng 4 năm 2013, ông được thăng chức Viện trưởng Viện kiểm sát nhân dân tỉnh Gia Lai.
Ngày 2 tháng 12 năm 2015, Ban Thường vụ Tỉnh ủy Gia Lai ban hành Quyết định số 80-QĐ/TU về việc tiếp nhận và bổ nhiệm Nguyễn Văn Quân, Ủy viên Ban Thường vụ Tỉnh ủy, Viện trưởng Viện Kiểm sát nhân dân tỉnh Gia Lai đến công tác tại Ban Tổ chức Tỉnh ủy Gia Lai và giữ chức vụ Trưởng ban Tổ chức Tỉnh ủy Gia Lai kể từ ngày 15 tháng 12 năm 2015.
Sau đó, ông ứng cử Đại biểu Hội đồng nhân dân tỉnh Gia Lai khóa 11 tại huyện Mang Yang.
Cuối tháng 6 năm 2020, ông bị Ban Thường vụ Tỉnh ủy Gia Lai đề nghị Ban Chấp hành Đảng bộ tỉnh Gia Lai xem xét kỷ luật, cách tất cả chức vụ trong Đảng Cộng sản Việt Nam. Nguyên nhân do năm 2015 khi ông giữ chức vụ Viện trưởng Viện kiểm sát nhân dân tỉnh Gia Lai, ông đã đình chỉ vụ án lừa đảo hơn 15 tỉ đồng đối với bị can Lê Tường Vân (sinh năm 1978, cư trú tại phường Yên Đỗ, thành phố Pleiku, tỉnh Gia Lai) mà không được đa số thành viên Ủy ban kiểm sát Viện kiểm sát nhân dân tỉnh Gia Lai đồng tình.